# Chemia kwantowa
Chemia kwantowa – dziedzina z pogranicza fizyki i chemii, która stosuje
mechanikę kwantową i kwantową teorię pola do opisu atomowych i molekularnych układów będących przedmiotem zainteresowania chemii.
Podstawowym równaniem nierelatywistycznej chemii kwantowej jest równanie Schrödingera. Głównym zadaniem chemii kwantowej jest rozwijanie metod rozwiązywania równania Schrödingera opisującego atomy i cząsteczki, najdokładniej jak jest to możliwe, oraz zastosowanie tych metod w praktycznych obliczeniach. W tym celu chemicy kwantowi rozwinęli szereg matematycznych i numerycznych metod.
Efekty relatywistyczne w chemii kwantowej uwzględnia się zastępując równanie Schrödingera równaniem Diraca, albo wprowadzając poprawki, wynikające z relatywistycznej mechaniki kwantowej i kwantowej teorii pola, przy użyciu teorii perturbacji (rachunku zaburzeń), lub metody wariacyjnej.
Punktem startowym przeważającej części obliczeń w chemii kwantowej jest przybliżenie Borna-Oppenheimera. Przybliżenie to pozwala odseparować dynamikę ruchu elektronów i jąder oraz podzielić obliczenia na dwa kroki. W pierwszy kroku rozwiązuje się równanie Schrödingera (lub Diraca) z elektronowym hamiltonianem, otrzymując zależność energii elektronowej w funkcji współrzędnych atomów. W drugim kroku rozwiązuje się równanie Schrödingera dla ruch jąder z potencjałem uzyskanym w pierwszym kroku. W praktyce główny nacisk w chemii kwantowej kładzie się na rozwiązanie problemu elektronowego, ponieważ niedokładność tych obliczeń wpływa głównie na rozbieżności pomiędzy danymi doświadczalnymi a eksperymentalnymi.
Dziedzinę, która wykorzystuje metody chemii kwantowej (jak również klasyczne lub półklasyczne teorie), a nie zajmuje się rozwijaniem metod matematycznych i numerycznych, nazywa się chemią obliczeniową.

## Obliczenia struktury elektronowej
Pierwszym krokiem, po zastosowaniu przybliżenia Borna-Oppenheimera, jest rozwiązywanie równania Schrödingera z elektronowym hamiltonianem. Wynikiem takich obliczeń jest poznanie struktury elektronowej cząsteczki dla danego położenia jąder.
Ponieważ dla zdecydowanej większości układów nie istnieje analityczne rozwiązanie elektronowego równania Schrödingera, chemia kwantowa rozwinęła całą paletę metod mających na celu jak najdokładniejsze rozwiązanie tego równania w sposób przybliżony.
Obecnie używane metody chemii kwantowej można podzielić na kilka grup:
- Metody ab initio, oparte na formalizmie wykorzystującym funkcje falowe,
- metody DFT, oparte na gęstości elektronowej stanu podstawowego,
- metody półempiryczne, oparte na formalizmie kwantowym z parametrami doświadczalnymi.

## Symulacje dynamiki molekularnej
Drugim krokiem, po zastosowaniu przybliżenia Borna-Oppenheimera, jest rozwiązywanie równania Schrödingera z hamiltonianem opisującym ruch jąder z potencjałem oddziaływania uzyskanym w obliczeniach struktury elektronowej. Wynikiem takich obliczeń jest poznanie kwantowej dynamiki molekularnej.
Na tym etapie można zbadać zarówno strukturę stanów rowibracyjnych cząsteczki, jak również przeprowadzić symulacje zależnej od czasu dynamiki opisującej np. przebieg reakcji chemicznej lub oddziaływanie cząsteczki z zewnętrznymi polami.

## Możliwości chemii kwantowej
Metody chemii kwantowej pozwalają m.in.:
- przewidywać własności atomów i molekuł, np. strukturę, wartości momentów dipolowych, polaryzowalności
- przewidywać widma spektroskopowe,
- opisywać reakcje chemiczne,
- przewidywać własności termodynamiczne,
- opisywać oddziaływania międzycząsteczkowe.